# Bojan Frančišek Pirc
Bojan Frančišek Pirc, slovenski zdravnik, onkolog, specialist internist, * 14. september 1929, Ljubljana, † 1. december 2006.
Njegov oče je bil Bojan Franc Pirc, prav tako zdravnik.